# Penny Serenade
Penny Serenade (no Brasil: Serenata Prateada) é um filme de drama dos Estados Unidos de 1941, realizado por George Stevens.

## Enredo
Julie  Adams (Irene Dunne) é funcionária de uma loja de discos. Ela apaixona-se por um jornalista, Roger Adams (Cary Grant), e quando ele é promovido para um cargo na cidade de Tóquio acabam por se casar.
Durante um forte terramoto na capital japonesa ela acaba por perder o filho, e como consequência, fica impossibilitada de engravidar novamente. Depois de regressarem para os Estados Unidos, Roger torna-se dono e editor de um jornal de uma pequena cidade na Califórnia. O casal passa por dificuldades financeiras, mas mesmo assim tomam a decisão de adotar uma menina recém-nascida, com a ajuda da diretora de um orfanato.

## Elenco
- Irene Dunne (Julie Adams)
- Cary Grant (Roger Adams)
- Beulah Bondi (Srta. Oliver)
- Edgar Buchanan (Applejack Carney)
- Ann Doran (Dotty)
- Leonard Willey (Dr. Hartley)
- Wallis Clark (Juiz)
- Walter Soderling (Billings)
- Jane Biffle (Trina - 1 ano)
- Eva Lee Kuney (Trina - 6 anos)

## Ficha Técnica
Título Original: Penny Serenade
- Género: Drama
- Tempo de Duração: 119 minutos
- Ano de Lançamento (EUA): 1941
- Estúdio: Columbia Pictures Corporation
- Distribuição: Columbia Pictures
- Realizador: George Stevens
- Argumento: Morrie Ryskind, baseado na história de Martha Cheavens
- Produção: George Stevens
- Música: W. Franke Harling
- Fotografia: Joseph Walker
- Direcção de Arte: Lionel Banks
- Edição: Otto Meyer

## Prêmios e nomeações
- Recebeu uma indicação ao Oscar de Melhor Ator (Cary Grant)